# 꽃병벌레과
꽃병벌레과(Difflugiidae 또는 Difflugidae)는 유각변형충목에 속하는 아메바류과의 하나이다.

## 하위 속
| - Cucurbitella - 꽃병벌레속 (Difflugia) - Lagenodifflugia - Maghrebia - Pentagonia | - Pontigulasia - Sexangularia - Suiadifflugia - Swabia - Zivkovicia |